# Américo Brasiliense (político)
Américo Brasiliense de Almeida Melo (São Paulo, 8 de agosto de 1833 — Rio de Janeiro, 25 de março de 1896) foi o terceiro governador do estado de São Paulo, de março a dezembro de 1891, e primeiro presidente do estado de São Paulo.

## Vida
Formou-se em direito pela Faculdade do Largo São Francisco na turma de 1855. Antes de exercer o cargo de governador do Estado já havia ocupado cargos públicos em diversas regiões do país. Foi também presidente das províncias da Paraíba e do Rio de Janeiro. Já em São Paulo, foi vereador (1881/1882) e deputado provincial (entre 1868 e 1889).
Nomeado terceiro governador de São Paulo, exerceu o cargo de 7 de março a 11 de junho de 1891. Continuou no poder como primeiro presidente do Estado, em decorrência da Constituição de 1891, que estabeleceu o título de Presidente para o chefe do Executivo. Presidiu o Estado de 11 a 13 de junho e de 16 de junho a 15 de dezembro de 1891. Foi substituído, nas datas intermediárias, por Cerqueira César.
Enfrentou um período de grandes conturbações em São Paulo. Coube a Américo Brasiliense promulgar a primeira Constituição do Estado. Abandonou o cargo antes de completar o mandato. Elaborou o primeiro projeto da Constituição Federal de 1891.
Faleceu na cidade do Rio de Janeiro, no então Distrito Federal, no ano de 1896, quando ocupava o cargo de Ministro do Supremo Tribunal Federal.

## Homenagens
É homenageado com seu nome dado ao município de Américo Brasiliense, uma escola em Santo André - Escola Estadual  Américo Brasiliense, uma importante rua na Zona Sul da cidade de São Paulo, uma rua no Bairro Santa Paula, em São Caetano, e também à uma rua no centro da cidade de São Bernardo do Campo, e nomes de ruas em várias outras cidades Brasil afora.
Também é homenageado dando o seu nome a uma rua na cidade do Rio de Janeiro (no bairro de Madureira) e no município de Duque de Caxias (Parque Lafaiete).
Foi um dos membros do corpo diretivo luso-brasileiro da Revista de Estudos Livres  (1883-1886).